# Eubranchus rubeolus
Eubranchus rubeolus es una especie de molusco gasterópodo de la familia Eubranchidae.

## Distribución geográfica
Se encuentra en el sureste de Australia e Isla Sur de Nueva Zelanda.